# Slag bij Notium
De Slag bij Notium was een zeeslag in 406 v.Chr., tijdens de Peloponnesische Oorlog, tussen de Atheners onder leiding van Antiochus en de Spartanen onder leiding van Lysander. Het werd een overwinning voor de Spartanen. De Atheense leider van de vloot, Alcibiades, liet zijn stuurman, Antiochus, achter met de leiding over de Atheense vloot, die een Spartaanse vloot aan het blokkeren was bij Ephese. Hoewel dit in strijd was met de orders die hij had gekregen, probeerde Antiochus de Spartanen in een veldslag te lokken door met een klein aantal schepen naar de Spartaanse schepen te varen en daarna terug weg te varen. Zijn strategie werkte echter niet; het werd een kleine maar symbolisch belangrijke overwinning tegen de Atheners. Deze overwinning zorgde ervoor dat Alcibiades volledig van het strijdtoneel verdween, en Lysander kreeg het statuut van iemand die eindelijk de Atheners op zee kon verslaan.

## Achtergrond
In 407 v.Chr. werd Lysander aangesteld als navarch, de leider van de Spartaanse vloot, waarmee hij de overleden Mindarus verving. Hij zeilde naar het oosten van de Egeïsche Zee en bereikte Ephese, waar hij zijn basis oprichtte, met 70 triremen onder zijn leiding, dit aantal werd later nog verhoogd door het bouwen van schepen in Ephese. Hij begon er ook zijn diplomatieke relaties met Cyrus, een Perzische prins. Lysander bouwde ook een vriendschappelijke band op met Cyrus, en de prins ging akkoord om hem van voldoende benodigdheden uit zijn eigen schatkist te voorzien, waarmee Lysander het loon van de Spartaanse roeiers optrok naar 4 obolen per dag, dit waren er vroeger 3 per dag. Zo konden de Spartanen meer ervaren roeiers uit Athene aantrekken.
Alcibiades, die een slag met Lysander zou moeten voeren, bracht zijn vloot naar Notium, waar hij de bewegingen van de Spartaanse vloot tot op de voet kon volgen, maar kon Lysander niet dwingen om een slag te voeren. Daarom zeilde Alcibiades noordwaarts met enkele troepentransportschepen om zo Thrasybulus te steunen bij de belegering van Phocaea. Het grootste deel van de vloot bleef echter achter bij Notium onder leiding van Alcibiades' stuurman (kybernetes). Normaal zou een vloot van zo'n grootte (80 schepen bleven er achter na het vertrek van Alcibiades) onder leiding staan van meerdere generaals, of minstens onder leiding van een trierarch. Alcibiades' beslissing werd zwaar bekritiseerd door moderne en klassieke auteurs. Antiochus, de stuurman, had het simpele bevel gekregen om de schepen van Lysander absoluut niet aan te vallen. Om een bepaalde reden gehoorzaamde hij dit bevel niet en probeerde om Lysander aan te vallen om de Atheners aan de overwinning te helpen.

## Verloop
Antiochus zeilde naar Ephese met 10 triremen om zo de Spartanen uit hun kamp te lokken. Zijn plan was dat de Peloponnesiërs zijn kleine leger zouden achtervolgen, waardoor ze in een hinderlaag zouden worden gelokt door de andere schepen. Deze tactiek was zeer vergelijkbaar met degene die gebruikt werd bij de Atheense overwinning bij Cyzicus, maar de omstandigheden waren daar helemaal anders geweest. Antiochus' schip werd tot zinken gebracht en hij verdronk door een plotselinge Spartaanse aanval. De overige negen schepen werden lang achtervolgd tot in Notium, waar het grootste deel van de Atheense vloot, onvoorbereid, lag hier voor anker. In het hieropvolgende gevecht werden 15 Atheense schepen veroverd en er werden er nog 7 tot zinken gebracht. De Spartanen zeilden terug naar Ephese, met een onverwachte overwinning op zak, terwijl de Atheners terugkeerden naar Notium om zich te hergroeperen.

## Nasleep
Met het ontvangen van het nieuws over de slag, blies Alcibiades de belegering van Phocaea af en keerde terug zuidwaarts om de vloot bij Notium weer te versterken; dit maakte de vijandige vloten weer even groot. Verdere pogingen om Lysander in een gevecht te lokken bleken onsuccesvol en de twee vloten bleven elkaar nauw in het oog houden.
De nederlaag bij Notium veroorzaakte de val van Alcibiades in de Atheense politiek. Nadat hij zich weer populair had gemaakt na zijn overwinning bij Cyzicus was hij weer als leider van de vloot aangesteld met grote verwachtingen. Omdat zijn vreemde aanstelling van Antiochus tot een nederlaag had geleid, zagen zijn politieke vijanden hun kans en hij werd verwijderd van het toneel. Hij zeilde noordwaarts om nooit meer terug te keren naar Athene. Zijn rol in de oorlog was over, uitgezonderd een korte tussenkomst bij Aegospotamoi.
De leiding over beide vloten werd veranderd na de slag bij Notium. Wegens de termijnlimieten op de functie als navarch werd Lysander vervangen door Callicratidas. Aan de Atheense zijde bracht de val van Alcibiades ook de val van zijn vrienden Thrasybulus en Theramenes teweeg, en de leiding werd overgedragen aan Conon. Het volgende jaar raakten de twee vloten twee keer slaags, de eerste keer kon Callicratidas met twee keer zoveel schepen als de Atheners deze in de val lokken bij Mytilene, maar een Atheense ontzettingsmacht kwam en versloeg en doodde Callicratidas bij Arginusae. Deze Atheense overwinning bleek echter nutteloos, omdat Lysander terugkeerde in 405 v.Chr. en hij vernietigde de Atheense vloot bij Aegospotamoi, waarmee hij de Peloponnesische Oorlog beëindigde.
Notium, hoewel deze niet erg zware verliezen had teweeggebracht bij de Atheners (de Atheense verliezen werden goedgemaakt bij Arginusae), was erg belangrijk voor de carrière van Lysander en eindigde die van Alcibiades. Lysander wilde ervoor zorgen dat de dagen van het Atheense Rijk geteld waren en wilde een Spartaans Rijk ervoor in de plaats stellen. Ondertussen werd Alcibiades vermoord in 403 v.Chr. en keerde nooit terug naar Athene.
Hoewel Notium zelf niet beslissend was, had het wel belangrijke politieke uitwerkingen en maakte uit wie de Atheense en Spartaanse vloten zou leiden in de daaropvolgende beslissende slagen in de oorlog.